# Bäcketjärnen, Värmland
Bäcketjärnen är en sjö i Årjängs kommun i Värmland och ingår i Göta älvs huvudavrinningsområde. Sjön är 2,5 meter djup, har en yta på 0,245 kvadratkilometer och är belägen 102,5 meter över havet. Sjön avvattnas av vattendraget Karlsforsälven (Edsälven).

## Delavrinningsområde
Bäcketjärnen ingår i det delavrinningsområde (657987-130013) som SMHI kallar för Inloppet i Östra Silen. Medelhöjden är 134 meter över havet och ytan är 7,78 kvadratkilometer. Räknas de 18 avrinningsområdena uppströms in blir den ackumulerade arean 216,46 kvadratkilometer. Karlsforsälven (Edsälven) som avvattnar avrinningsområdet har biflödesordning 3, vilket innebär att vattnet flödar genom totalt 3 vattendrag innan det når havet efter 246 kilometer. Avrinningsområdet består mestadels av skog (43 procent), öppen mark (21 procent) och jordbruk (29 procent). Avrinningsområdet har 0,25 kvadratkilometer vattenytor vilket ger det en sjöprocent på 3,2 procent.